# T. R. Knight
Theodore Raymond "T. R." Knight (n. 26 martie 1973, Minneapolis, Minnesota, S.U.A.) este un actor american. El a jucat rolul lui George O'Malley în serialul Anatomia lui Grey.